# Новозер'я
Новозер'я (біл. вёска Навазер'е) — село в складі Червенського району Мінської області, Білорусь. Село підпорядковане Колодезькій сільській раді, розташоване в центральній частині області.